# Elena Lucrezia Cornaro Piscopia
Elena Lucrezia Cornaro Piscopia (5. června 1646 Benátky – 26. července 1684 Padova) byla benátská filosofka, která jako první žena v historii získala na univerzitě titul doktora. Jednalo se o titul doktora filozofie, kterého dosáhla roku 1678 na Padovské univerzitě.

## Život

### Původ
Narodila se v Benátkách do bohaté a urozené rodiny, jejíž členové patřili už po několik generací k mecenášům umění a věd. Jejím otcem byl Benátčan Giovanni Battista Cornaro Piscopia, matkou chudá venkovanka Zanetta Boni. Elena byla třetí z pěti nemanželských dětí, rodiče uzavřeli sňatek až v roce 1654. Už v útlém věku projevovala značné intelektuální schopnosti a otec dbal na její systematické vzdělávání. Od svých sedmi let měla soukromé učitele řečtiny a latiny. Později   studovala klasickou a moderní řečtinu, a učila se hebrejsky. Ovládala francouzštinu, angličtinu a španělštinu. Zajímala se o matematiku, geografii, astronomii, filozofii a teologii  Byla také mimořádně hudebně nadaná, hrála na několik hudebních nástrojů a hudbu i skládala.
Jejím přáním bylo vstoupit do kláštera, avšak otec chtěl prostřednictvím  vzdělané dcery zvýšit prestiž celé rodiny a trval na dalším studiu. Roku 1665 se Elena stala laickou řeholnicí benediktinského řádu, ale otec ji přesvědčil, aby zároveň studovala na univerzitě, což bylo tehdy něco zcela mimořádného, jelikož žádná škola nepřijímala ženy na vyšší studia.

### Univerzitní studia

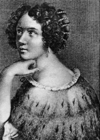
Elena Lucrezia Cornaro Piscopia

Na univerzitě se věnovala především studiu filozofie a teologie. Pod vedením profesora padovské univerzity Carla Rinaldiho studovala v letech 1668–1678. Již v roce 1669 byla přijata za členku učené společnosti  Accademia dei Ricovrati v Padově. Byla také spolupracovnicí významných akademií v Padově, Římě, Benátkách a Sieně.
V roce 1669 přeložila ze španělštiny do italštiny Colloquio di Cristo nostro Redentore all'anima devota (Dialog mezi Kristem, naším Vykupitelem a oddanou duší), knihu kartuziánského mnicha Giovanniho Laspergia. 
Členové univerzitní rady v roce 1677 jednomyslně doporučili, aby nakonec obdržela doktorát v obou oborech. Kardinál Řehoř Barbarigo, kancléř univerzity, ale udělení titulu doktora teologie vetoval, jelikož Elena by po získání tohoto titulu mohla teologii vyučovat, což tehdy ženám nebylo dovoleno.  Bylo jí však umožněno pokusit se o získání doktorátu z oboru filozofie. Elena Lucrezia Cornaro Piscopia získala 25. června 1678 na Padovské univerzitě titul doktora filozofie (jako první žena na světě) poté, co úspěšně složila ústní zkoušku na téma Aristotelových Druhých Analytik a Fyziky. V následujících sedmdesáti letech padovská univerzita žádný další titul ženě neudělila.

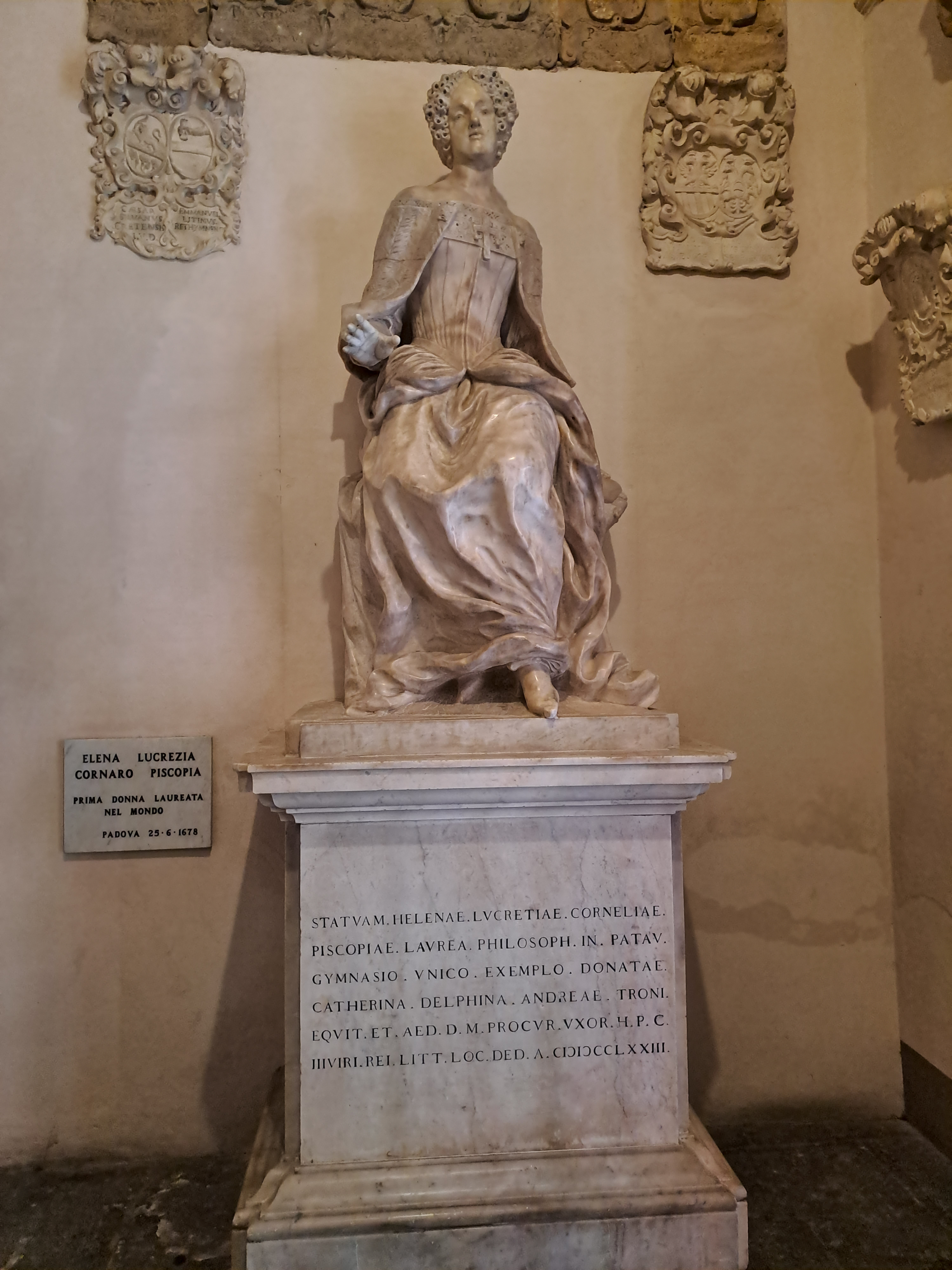
Socha Eleny Lucrezie Cornaro Pisoopia v sídle Padovské univerzity (nádvoří Palazzo Bo)

### Po obhájení doktorátu
Po promoci se natrvalo usadila v Padově, nebylo jí umožněno přednášet na univerzitě. Dalších šest let strávila psaním, překlady, studiem, veřejnými přednáškami a disputacemi. Věnovala se i charitativní činnosti, pomáhala chudým. Zůstala svobodná. Její křehká tělesná konstituce byla oslabena intenzivním studiem i asketickým životním stylem.  
Elena Lucrezia Cornaro Piscopia zemřela ve věku 38 let, pravděpodobně na tuberkulózu. Je pohřbena v bazilice sv. Justiny v Padově.
Před smrtí si přála, aby služebná spálila její spisy, proto se jich dochovala jen část. Její pozůstalost byla vydána v roce 1688 v Parmě ve třech svazcích pod zkráceným názvem Opera. Patří sem čtyři akademické rozpravy, dopisy, 2 petice papeži, 11 oslavných dopisů v různých jazycích, několik epigramů a sonetů. 
Je po ní pojmenován impaktní kráter Piscopia o průměru 26 km na planetě Venuši.
Univerzita v Padově založila v roce 2018 Univerzitní centrum „Elena Cornaro“, které podporuje výzkumné a školicí aktivity z genderového hlediska a jeho cílem je zvýšit povědomí o genderových otázkách na univerzitě v Padově a ve společnosti.